# (500125) 2012 CB14
(500125) 2012 CB14 es un asteroide perteneciente al cinturón de asteroides, descubierto el 9 de febrero de 2005 por el equipo del Mount Lemmon Survey desde el Observatorio del Monte Lemmon, Arizona, Estados Unidos.

## Designación y nombre
Designado provisionalmente como 2012 CB14.

## Características orbitales
2012 CB14 está situado a una distancia media del Sol de 2,307 ua, pudiendo alejarse hasta 2,570 ua y acercarse hasta 2,043 ua. Su excentricidad es 0,114 y la inclinación orbital 1,194 grados. Emplea 1279,97 días en completar una órbita alrededor del Sol.

## Características físicas
La magnitud absoluta de 2012 CB14 es 18,6.